# Entebbe
Comptant environ 63 000 habitants (estimation Worldometer de 2024), Entebbe fut jusqu'en 1962 la capitale de l'Ouganda. La ville est située sur une presqu'île de la rive nord du lac Victoria, à une altitude de 1 140 mètres, à 35 km de l'actuelle capitale Kampala. Elle est une des villes du monde les plus proches de l'Équateur, sa latitude officielle étant de 00°04′ Nord.

## Histoire
En langue luganda, Entebbe signifie « le siège », probablement car c'est ici qu'un chef baganda avait l'habitude de s'asseoir pour rendre la justice.
Sous l'impulsion de Sir Gerald Portal (en), administrateur de la nouvelle colonie britannique, la ville en devient le centre administratif et commercial en 1893. 
On y trouve aujourd'hui les jardins botaniques nationaux, le zoo national et l'UVRI (en), l'institut de recherche virologique d'Ouganda.
En 1976, l'aéroport d'Entebbe est le site du raid d'Entebbe par lequel un commando israélien libéra les otages d'un groupe germano-palestinien qui avait détourné un avion d'Air France.

## Transports
La ville est reliée par le transport aérien avec l’aéroport international d'Entebbe. 

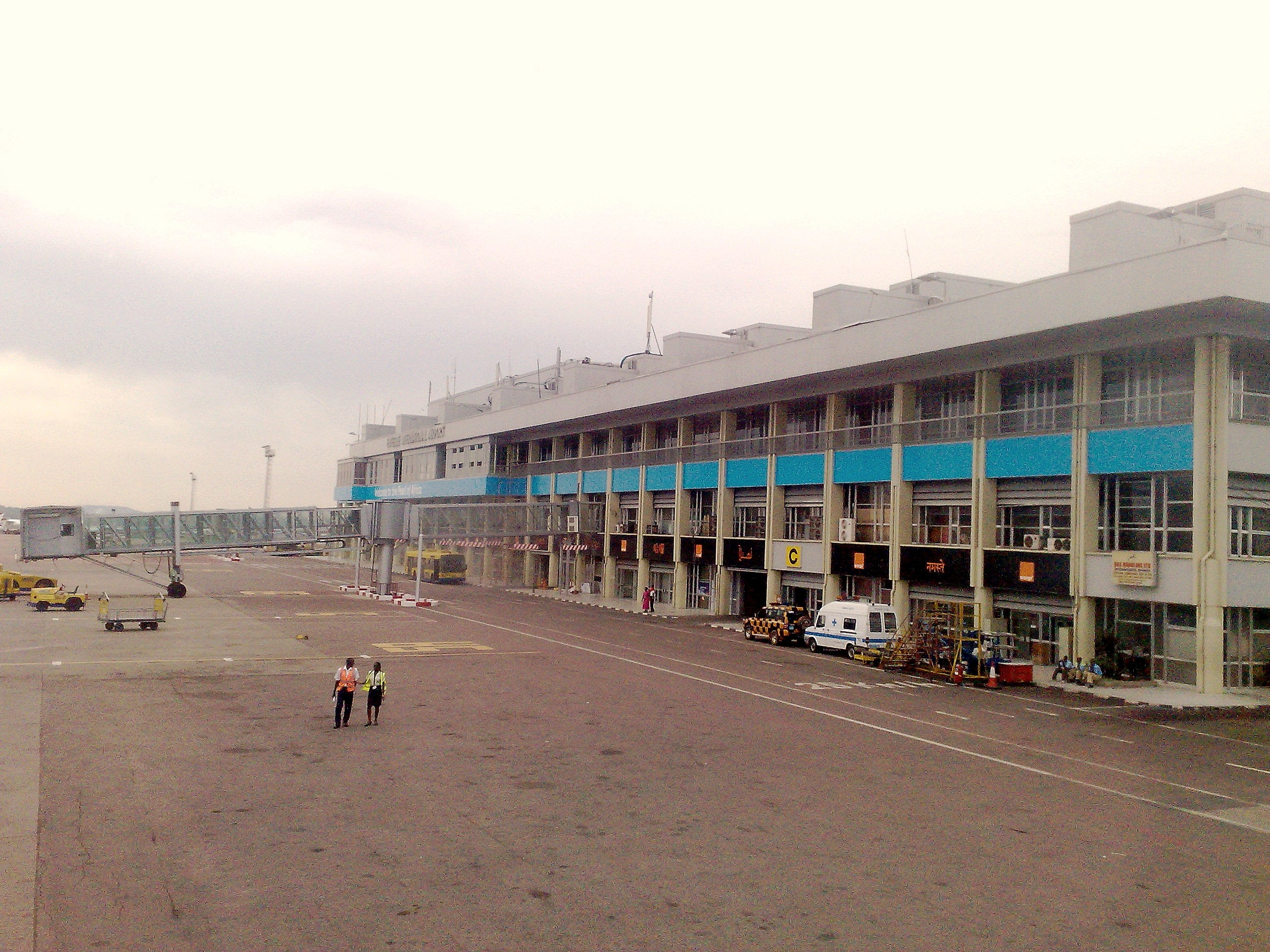
Aéroport international d'Entebbe.

## Lieux de culte

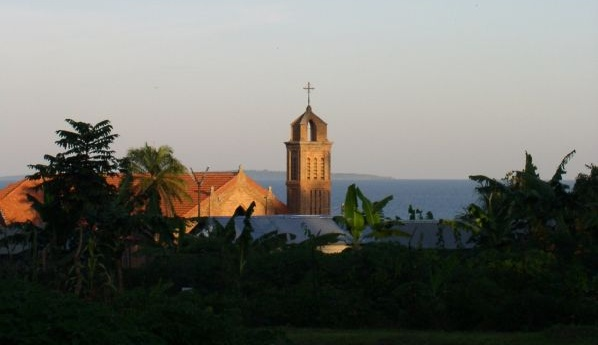
Église anglicane à Entebbe (Church of Uganda).

Parmi les lieux de culte, il y a principalement des églises et des temples chrétiens : Archidiocèse de Kampala (Église catholique), Church of Uganda (en) (Communion anglicane), Presbyterian Church in Uganda (en) (Communion mondiale d'Églises réformées), Baptist Union of Uganda (Alliance baptiste mondiale), Assemblées de Dieu.  Il y a aussi des mosquées musulmanes.

## Personnalités
- Doreen Baingana, femme de lettres, y est née en 1966.